# Vestindiske Føderation ved sommer-OL 1960
Den Vestindiske Føderation ved sommer-OL 1960 var en samling af idrætsudøvere fra de tre caribiske nationer Jamaica, Barbados, Trinidad og Tobago. Holdet bestod af 15 idrætsudøvere, der deltog i fem sportsgrene ved disse lege. Holdet vandt to bronzemedaljer og blev nummer 39 på den uofficielle medaljestatistik. 
Det var den eneste gang, denne gruppe lande stillede op samlet under de olympiske lege.

## Medaljer
| 1960 Roma                  | Guld | Sølv | Bronze | Total |
| Den Vestindiske Føderation | 0    | 0    | 2      | 2     |

## Medaljevinderne
| Den Vestindiske Føderation under sommer-OL 1960 i Roma | Den Vestindiske Føderation under sommer-OL 1960 i Roma                          | Den Vestindiske Føderation under sommer-OL 1960 i Roma | Den Vestindiske Føderation under sommer-OL 1960 i Roma | Den Vestindiske Føderation under sommer-OL 1960 i Roma |
| Medaljer                                               | Udøver                                                                          | Sport                                                  | Øvelse                                                 | Resultat                                               |
| ------------------------------------------------------ | ------------------------------------------------------------------------------- | ------------------------------------------------------ | ------------------------------------------------------ | ------------------------------------------------------ |
| .                                                      | George Kerr (JAM)                                                               | Atletik                                                | 800 meter, mænd                                        | 1.47,1                                                 |
| .                                                      | Malcolm Spence(JAM) James Wedderburn (BAR) Keith Gardner (JAM) George Kerr(JAM) | Atletik                                                | 4 x 400 m stafet, mænd                                 | 3.04,0                                                 |